# Ecclitica
Ecclitica là một chi bướm đêm thuộc phân họ Tortricinae của họ Tortricidae.

## Các loài
- Ecclitica hemiclista (Meyrick, 1905)
- Ecclitica philpotti (Dugdale, 1978)
- Ecclitica torogramma (Meyrick, 1897)
- Ecclitica triorthota (Meyrick, 1927)